# سیارک ۹۵۱۴
سیارک ۹۵۱۴ (به انگلیسی: 9514 Deineka، نامگذاری:1973SG5) نه هزار و پانصد و چهاردهمین سیارک کشف شده‌است که در ۲۷ سپتامبر ۱۹۷۳ کشف شد.
قدر مطلق سیارک برابر ۱۳.۵ است.